# Fernando Checa
Fernando Checa Cremades est un historien de l'art espagnol, né en 1952 à Madrid.
Il est directeur du musée national du Prado entre 1996 et 2001.

## Articles
- « Historiographie et esprit de clocher : l’art espagnol de l’époque moderne et ses rapports à l’art étranger », Perspective, 2 | 2009, p. 207-214 [mis en ligne le 22 juillet 2014, consulté le 28 janvier 2022. URL : http://journals.openedition.org/perspective/1363 ; DOI : https://doi.org/10.4000/perspective.1363].